# Pietrabruna
 Pietrabruna (ligur nyelven Priabrùna vagy Prebuna) egy olasz község a Liguria régióban, Imperia megyében.

## Elhelyezkedése

Pietrabruna község Imperia megye térképén

Pietrabruna a Faudo-hegy lábainál terül el, Imperiától 17 km-re.

## Gazdasága
Valaha a levendulatermesztésről volt ismert, ma az olivatermesztés, illetve a szellőrózsa-kertészete kiemelkedő.

## Fordítás
- Ez a szócikk részben vagy egészben  a   Pietrabruna című olasz Wikipédia-szócikk fordításán alapul.  Az eredeti cikk szerkesztőit annak laptörténete sorolja fel. Ez a jelzés csupán a megfogalmazás eredetét és a szerzői jogokat jelzi, nem szolgál a cikkben szereplő információk forrásmegjelöléseként.